# Phytoplasme
Genre

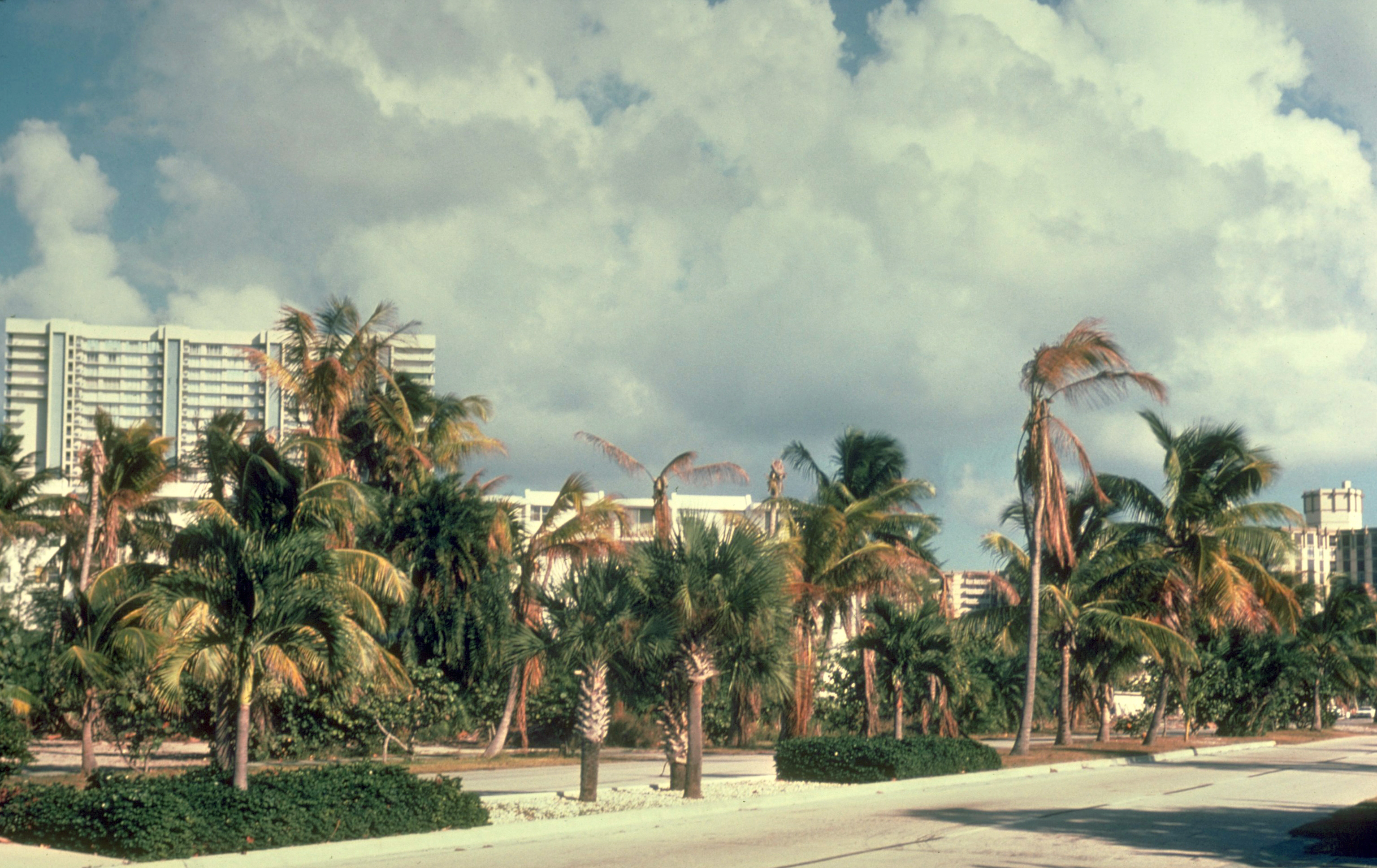
Jaunissement mortel du palmier.

Les phytoplasmes sont des bactéries, de la famille des Acholeplasmataceae (en), infectant les plantes. ce sont des bactéries pléiomorphes du fait de leur absence de paroi. Ce sont des pathogènes des plantes que ce bactéries infectent via un vecteur comme la cicadelle.

## Description
Dépourvus de paroi cellulaire rigide, les phytoplasmes sont délimités par une double membrane et n'ont pas de forme spécifique., ce sont des (procaryotes pléiomorphes). Ils appartiennent à la classe des Mollicutes. À leur découverte ils ont été nommés MLO (abréviation de Mycoplasma Like Organism) en raison de leur ressemblance (en microscopie électronique) avec les mycoplasmes.
Ils sont à l’origine de nombreuses maladies bactériennes des plantes telles que la phyllodie par exemple. Ils sont transmis par des insectes vecteurs, le plus souvent des cicadelles. La croissance intracellulaire se fait dans les glandes salivaires, le tractus intestinal, l'hémolymphe. Le temps de latence avant la transmission varie de 10 à 45 jours suivant la température. Parfois on note une une longévité des vecteurs un peu réduite.
L'acquisition des phytoplasmes est rendue plus efficace par les larves. Les symptômes (phytoplasmes) peuvent être la jaunisse foliaire, le nanisme, la phyllodie, la virescence ou l'apparition de proliférations appelées « balai de sorcière ». Ils se multiplient exclusivement dans les tubes criblés du phloème de leurs hôtes.

## Exemple de la prolifération du pommier
La prolifération du pommier est une maladie anciennement connue mais discrète ces dernières années, qui connaît actuellement une certaine recrudescence. Elle est due à un phytoplasme transmis par au moins une espèce de psylle. Sa recrudescence est probablement liée à l'allègement des traitements insecticides polyvalents dans le cadre de la lutte intégrée, dans les vergers mais aussi leur environnement. Une fois la maladie identifiée (examen des symptômes et vérification au laboratoire), le seul moyen de lutte est l'arrachage des arbres.

## Taxonomie
Les phytoplasmes appartiennent à l'ordre monophylétique des Acholeplasmatales (en).
En 1992, étant donné que ces bactéries infectent des plantes, le sous-comité de taxonomie des Mollicutes du Comité international de systématique des procaryotes a proposé d'employer le nom de Phytoplasma au lieu du terme pseudo-mycoplasme ou MLO (mycoplasma-like organism) « en référence aux mollicutes phytopathogènes »,.
Le nom générique Phytoplasma fut adopté en 2004. Il reste encore actuellement, en juin 2025, sous le statut de Candidatus, qui est employé pour désigner les bactéries qui ne peuvent être cultivées.
Sa taxonomie est compliquée car il ne peut pas être cultivé, donc les méthodes normalement utilisées pour la classification des procaryotes ne sont pas possibles. Cela complique également le séquençage de ces bactéries car elles sont intracellulaires. Il faut donc déterminer des amorces de séquençage très spécifiques. Des groupes taxonomiques ont pu être établis grâce à la méthode PAUP et le séquençage de l'ARNr 16S et des régions intergéniques 16S-23S.
La classification des phytoplasmes en groupes taxonomiques a été fondée sur des différences de taille des fragments produits par la digestion de restriction de la séquence du gène 16S ARNr (RFLP) ou par comparaison de séquences d'ADN des régions de l'espaceur 16s / 23s.
Des désaccords subsistent sur le nombre de groupes taxonomiques des phytoplasmes, des travaux faisant appel à la simulation par ordinateur des restrictions de digestion du gène 16S ARNr suggèrent qu'il pourrait y avoir jusqu'à 28 groupes, tandis que d'autres articles plaident pour moins de groupes, mais plus de sous-groupes. Chaque groupe comprend au moins une espèce de "Candidatus Phytoplasma" caractérisée par des propriétés distinctives biologiques, phytopathologies et génétiques.

### Quelques espèces et les maladies provoquées
Il existe selon LPSN (22 juin 2025) 74 espèces potentielles (moins sept espèces mal nommées et 4 espèces synonymes).
- Liste des espèces de "Ca. Phytoplasma", principaux groupes et sous-groupes publiés avec leurs noms communs et numéros d'accession GenBank de la séquence du gène 16S ARNr.

- Nota : les espèces de "Ca. Phytoplasma" indiquées entre crochets sont provisoires (similarité des séquence du 16S ARNr inférieure à 97,5 %) et non encore publiées séparément comme espèces nouvelles.
« Indéterminé » indique les espèces de "Ca. Phytoplasma" pour lesquelles le classement dans un groupe ou sous-groupe est en attente.
« Non assigné » indique les espèces de "Ca. Phytoplasma" dont le statut est en attente (similarité des séquence du 16S ARNr supérieure à 97,5 %) car les symptômes présentés par la plante ou l'insecte hôtes sont significativement différents lorsqu'ils sont infectés par la souche du phytoplasme décrite comparée à une souche de la même espèce ou du même groupe.

| N° | Nom commun                                 | Espèce de "Ca. Phytoplasma" | Groupe / sous-groupe | Numéro d'accession | Référence               |  |
| -- | ------------------------------------------ | --------------------------- | -------------------- | ------------------ | ----------------------- |  |
| 1  | Maladie d'Awka                             | [Ca. P. cocosnigeriae]      | 16Sr XXII-A          | Y14175             | Firrao, 2004            |  |
| 2  | Tanzanian lethal disease                   | [Ca. P. cocostanzaniae]     | indéterminé          | X80117             | Firrao, 2004            |  |
| 3  | Loofah witches' broom                      | [Ca. P. luffae]             | 16Sr VIII-A          | AF086621           | Firrao, 2004            |  |
| 4  | Jaunisse létale du palmier                 | [Ca. P. palmae]             | 16Sr IV-A            | U18747             | Firrao, 2004            |  |
| 5  | Maladie X                                  | [Ca. P. pruni]              | 16Sr III-A           | L04682             | Firrao, 2004            |  |
| 6  | Stolbur                                    | [Ca. P. solani]             | 16Sr XII-A           | AF248959           | Firrao, 2004            |  |
| 7  | Flavescence dorée                          | [Ca. P. vitis]              | 16Sr V-C             | AF176319           | Firrao, 2004            |  |
| 8  | Papaya yellow crinkle                      | Ca. P. aurantifolia         | 16Sr II-D            | Y10097             | Davis et al., 1997      |  |
| 9  | Allocasuarina yellows                      | Ca. P. allocasuarinae       | indéterminé          | AY135523           | Marcone et al., 2004    |  |
| 10 | Flétrissement violacé de la pomme de terre | Ca. P. americanum           | 16Sr XVIII           | DQ174122           | Lee et al., 2006        |  |
| 11 | Lime witches' broom                        | Ca. P. aurantifolia         | 16Sr II-B            | U15442             | Zriek et al., 1995      |  |
| 12 | Jaunisse de la vigne                       | Ca. P. australience         | 16Sr XII             | L76865             | Davis et al., 1997      |  |
| 13 | Balanites witches' broom                   | Ca. P. balanitae            | 16Sr V               | AB689678           | Win et al., 2012        |  |
| 14 | Hibiscus witches' broom                    | Ca. P. brasiliense          | 16Sr XV              | AF147708           | Montano et al., 2001    |  |
| 15 | Papaya bunchy top                          | Ca. P. caricae              | 16Sr XVII            | AY725234           | Arocha et al., 2005     |  |
| 16 | Balai de sorcière du châtaignier           | Ca. P. castaneae            | 16Sr XIX             | AB054986           | Jung et al., 2002       |  |
| 17 | Jaunisse du liseron                        | Ca. P. convolvuli           | 16Sr XII             | JN833705           | Martini et al., 2012    |  |
| 18 | Soybean stunt                              | Ca. P. costaricanum         | 16Sr XXXI            | HQ225630           | Lee et al., 2011        |  |
| 19 | Feuilles blanches de la canne à sucre      | Ca. P. cynodontis           | 16Sr XI              | AB052874           | Jung et al., 2003       |  |
| 20 | Areca palm yellow leaf                     | Ca. P. cynodontis           | 16Sr XI-A            | JN967909           | Ramaswamy et al., 2012  |  |
| 21 | Feuilles blanches de la canne à sucre      | Ca. P. cynodontis           | 16Sr XI-C            | X76432             | Lee et al., 1998        |  |
| 22 | Leafhopper bourne BVK                      | Ca. P. cynodontis           | 16Sr XIV             | X76429             | Semuller et al., 2004   |  |
| 23 | Bermuda grass white leaf                   | Ca. P. cynodontis           | 16Sr XIV             | AJ550985           | Marcone et al., 2004    |  |
| 24 | Cynodon white leaf                         | Ca. P. cynodontis           | indéterminé          | AF509321           | Blanche et al., 2003    |  |
| 25 | Sorghum grassy shoot                       | Ca. P. cynodontis           | indéterminé          | AF509324           | Blanche et al., 2003    |  |
| 26 | Sorghum grassy shoot                       | Ca. P. cynodontis           | indéterminé          | AF509325           | Blanche et al., 2003    |  |
| 27 | Balai de sorcière du fraisier              | Ca. P. fragariae            | 16Sr XII-E           | DQ086423           | Valiunas et al., 2006   |  |
| 28 | Jaunisse du frêne                          | Ca. P. fraxini              | 16Sr VII-A           | AF092209           | Griffiths et al., 1999  |  |
| 29 | Sugarcane Yellow Leaf                      | Ca. P. graminis             | 16Sr XVI             | AY725228           | Arocha et al., 2005     |  |
| 30 | Hydrangea phyllody                         | Ca. P. japonicum            | 16Sr XII-D           | AB010425           | Sawayanagi et al., 1999 |  |
| 31 | Parsley leaf of tomato                     | Ca. P. lycopersici          | indéterminé          | EF199549           | Arocha et al., 2007     |  |
| 32 | Periwinkle phyllody                        | Ca. P. malasianum           | 16Sr XXXII           | EU371934           | Nejat et al., 2012      |  |
| 33 | Prolifération du pommier                   | Ca. P. mali                 | 16Sr X-A             | AJ542541           | Semuller et al., 2004   |  |
| 34 | Cassia italica witches' broom              | Ca. P. omanense             | 16Sr XXIX            | EF666051           | Saddy et al., 2008      |  |
| 35 | Nanisme jaune du riz                       | Ca. P. oryzae               | 16Sr XI-A            | D12581             | Namba et al., 2009      |  |
| 36 | Nanisme jaune du riz                       | Ca. P. oryzae               | 16Sr XI-A            | AB052873           | Jung et al., 2003       |  |
| 37 | Almond lethal disease                      | Ca. P. phoenicium           | 16Sr IX-D            | AF515636           | Verdin et al., 2003     |  |
| 38 | Pine shoot proliferation                   | Ca. P. pini                 | 16Sr XXI             | AJ632155           | Schneider et al., 2005  |  |
| 39 | Maladie X                                  | Ca. P. pruni                | 16Sr III-A           | JQ044393           | Davis et al., 2012      |  |
| 40 | European stone fruit                       | Ca. P. prunorum             | 16Sr X-F             | AJ542544           | Semuller et al., 2004   |  |
| 41 | Dépérissement du poirier                   | Ca. P. pyri                 | 16Sr X-C             | AJ542543           | Semuller et al., 2004   |  |
| 42 | Buckthorn witches' broom                   | Ca. P. rhamni               | 16Sr XX              | X76431             | Marcone et al., 2004    |  |
| 43 | Rubus stunt                                | Ca. P. rubi                 | 16Sr V               | AY197648           | Maher et al., 2011      |  |
| 44 | Bois noir                                  | Ca. P. solani               | 16Sr XII             | JQ730746           | Quaglino et al., 2013   |  |
| 45 | Spartium witches' broom                    | Ca. P. spartii              | 16Sr X-D             | X92869             | Marcone et al., 2004    |  |
| 46 | Balai de sorcière de la passiflore         | Ca. P. sudamericanum        | 16Sr III-V           | GU292082           | Davis et al., 2012      |  |
| 47 | Balai de sorcière de la passiflore         | Ca. P. sudamericanum        | 16Sr VI              | GU292081           | Davis et al., 2012      |  |
| 48 | Salt cedar witches' broom                  | Ca. P. tamaricis            | 16Sr XXX             | FJ432664           | Zhao et al., 2009       |  |
| 49 | Prolifération du trèfle                    | Ca. P. trifolii             | 16Sr VI-A            | AY390261           | Hiruki et al., 2004     |  |
| 50 | Jaunisse de l'orme                         | Ca. P. ulmi                 | 16Sr V-A             | AY197655           | Lee et al., 2004        |  |
| 51 | Balai de sorcière du jujubier              | Ca. P. ziziphi              | 16Sr V-B             | AB052876           | Jung et al., 2003       |  |
| 52 | Jaunisse de l'aster                        | Ca. P. asteris              | 16Sr I               | M30790             | Lee et al., 2004        |  |
| 53 | Virescence de la pervenche mexicaine       | non assigné                 | 16Sr XIII-A          | AF248960           | Wei et al. 2007         |  |
| 54 | Bermuda grass white leaf                   | non assigné                 | 16Sr XIV             | AJ550984           | Marcone et al., 2004    |  |
| 55 | Jaunisse de la vigne (Grapevine yellow)    | non assigné                 | 16Sr XXIII-A         | AY083605           | Wei et al., 2007        |  |
| 56 | Sorghum bunchy shoot                       | non assigné                 | 16Sr XXIV-A          | AF509322           | Wei et al., 2007        |  |
| 57 | Weeping tea witches' broom                 | non assigné                 | 16Sr XXV-A           | AF521672           | Wei et al., 2007        |  |
| 58 | Jaunisse de la canne à sucre               | non assigné                 | 16Sr XXVI-A          | AJ539179           | Wei et al., 2007        |  |
| 59 | Jaunisse de la canne à sucre               | non assigné                 | 16Sr XXVII-A         | AJ539180           | Wei et al., 2007        |  |
| 60 | Derbid phytoplasma                         | non assigné                 | 16Sr XXVIII-A        | AY744945           | Wei et al., 2007        |  |
| 61 | Chinaberry yellows                         | non assigné                 | indéterminé          | AF495882           | Wei et al., 2007        |  |